# Filialkirche Riedenthal

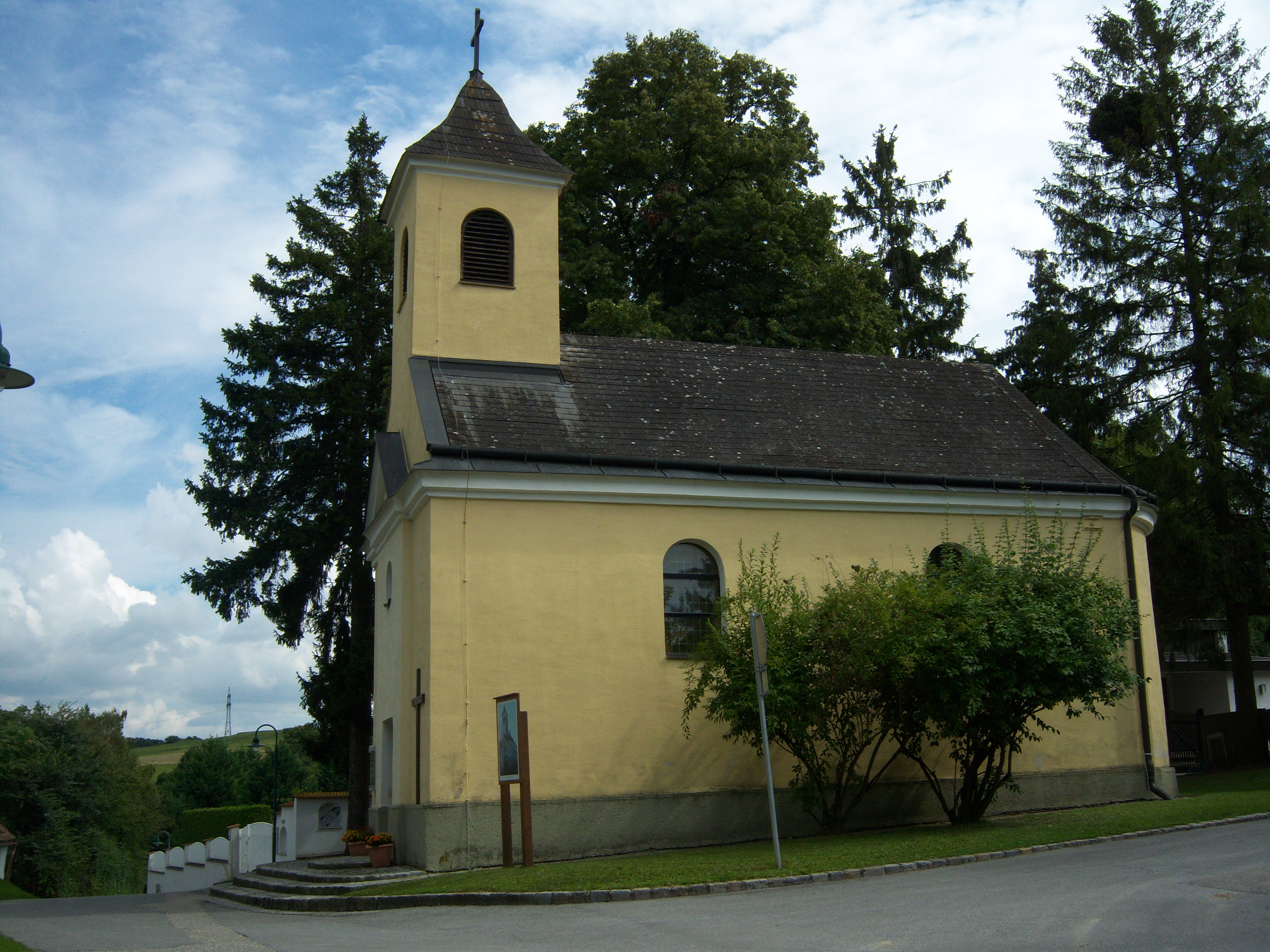
Filialkirche hl. Franz Xaver in Riedenthal

Die römisch-katholische Filialkirche Riedenthal steht in der Ortschaft Riedenthal in der Gemeinde Wolkersdorf im Weinviertel im Bezirk Mistelbach in Niederösterreich. Sie ist dem heiligen Franz Xaver geweiht und gehört zur Pfarre Wolkersdorf im Dekanat Wolkersdorf im Vikariat Unter dem Manhartsberg der Erzdiözese Wien. Das Bauwerk steht unter Denkmalschutz (Listeneintrag).

## Lagebeschreibung
Die Kirche steht erhöht am südlichen Ortsausgang der Ortschaft Riedenthal.

## Geschichte
Die Kirche wurde 1773 errichtet.

## Architektur

### Kirchenäußeres
Das Gotteshaus ist ein schlichter spätbarocker Bau mit Rundapsis und Dachreiter über der Westfassade. Der Dachreiter weist einen Pyramidenhelm auf. Die Fassade ist von Rundbogenfenstern durchbrochen. Die Eingangsfront ist übergiebelt. Südseitig befindet sich ein niedriger Kapellenanbau.

### Kircheninneres
Über dem Kirchenraum befindet sich eine Flachdecke. Ein segmentbogiger, leicht eingezogener Triumphbogen trennt das Langhaus vom Altarraum.

## Ausstattung
Auf dem Altarblatt des Hochaltares ist der heilige Franz Xaver dargestellt. Das Bild wurde im Jahr 1822 von Franz Barchorner gemalt.

## Orgel
Die Orgel stammt aus dem Jahr 1932 von Josef Panhuber.

## Geläut
Eine der beiden Glocken wurde 1541 von Michel Dobler gegossen, eine weitere im Jahr 1780.